# Karl Ausserer (Politiker)
Karl Ausserer, auch Carl Ausserer, (* 23. September 1844 in Bozen, Tirol; † 5. Oktober 1920 in Seis, Südtirol) war Lehrer, Historiker und Abgeordneter zum Österreichischen Abgeordnetenhaus.

## Leben
Karl Ausserer war Sohn des aus dem Deutschnonsberg stammenden Büchsenmachers Johann Ausserer († 1856). Nach dem Besuch einer Volksschule in Bozen ging er auf Gymnasien in Bozen, Innsbruck und Trient. Nach seiner Matura 1866 in Trient, begann er noch im gleichen Jahr ein Studium der Philosophie auf der Universität Innsbruck. In Innsbruck trat er der akademischen Schützenkompanie bei, um im Dritten Italienischen Unabhängigkeitskrieg gegen Italien zu kämpfen.
Im Jahr 1869 machte er die Lehramtsprüfung für Naturwissenschaften, Mathematik und Physik für Gymnasien. 1868 war er Supplent für Naturwissenschaften am Gymnasium in Rovereto, 1869 Professor für Naturwissenschaften und Physik an der Handels- und nautischen Akademie in Triest und 1875 für Naturgeschichte, Mathematik und Physik am Staatsgymnasium in Troppau. 1878 schied er aus dem Schuldienst aus und promovierte zum Dr. phil. in Krakau. 1880 kaufte er das Schloss und Gut Lichtenwald in der Untersteiermark. Im Jahr 1889 verkaufte er sein Anwesen wieder und übersiedelte nach Wien, wo er sich historischen Studien widmete. 
Ausserer beschäftigte sich insbesondere mit der Geschichte Tirols und bereiste das Land mehrmals zu Studienzwecken. Seine 1903 veröffentlichte Arbeit über die Wallburgen in Welschtirol machten ihn bei einem breiteren Publikum bekannt. Er arbeitete mit dem Welschtiroler Historiker Desiderio Reich zusammen, mit dem er das Interesse für die Geschichte des italienischsprachigen Teils Tirols teilte. Sein Interessenschwerpunkt galt der Mediävistik und vor allem dem Adel. Er publizierte unter anderem über den Nonsberger Adel, die Herren von Lodron und über verschiedene Burgen und Stammsitze des Adels in Welschtirol. Seine auch auf Italienisch übersetzten Arbeiten gelten nach wie vor als Grundlagenwerke.
1906 erlitt er einen Schlaganfall, von dem er sich aber erholen konnte. Ausserer war deutschnational gesinnt, respektierte aber die italienische Kultur in Welschtirol. Mit Besorgnis verfolgte er die Ereignisse und Ergebnisse des Ersten Weltkrieges. Im Jahr 1919 übersiedelte er von Wien nach Seis, wo er auch gestorben ist.
Er war ab 1878 verheiratet mit Friederike Eurich, verwitweter Stein († 1902), mit der er aber keine Kinder hatte. Der Historiker Karl Ausserer (1883–1950) war sein Neffe.

## Politische Funktionen
Karl Ausserer war von 1884 bis 1888 Mitglied im steiermärkischen Landtag (VI. Wahlperiode), Kurie „Städte und Märkte“. Vom 22. September 1885 bis zum 28. Dezember 1888 gehörte er dem Abgeordnetenhaus im Reichsrat (VII. Legislaturperiode) an und vertrat dort für das Kronland Steiermark die Kurie „Städte 7“ (Marburg, Windisch-Feistritz, Windischgratz, Hohenmauthen, Mahrenberg, Saldenhofen, Pettau, St. Leonhard, Friedau, Luttenberg, Polstrau). Die Mandatsniederlegung wurde in der Sitzung am 30. Januar 1889 verkündet. Der Rücktritt erfolgte nach seinem am 28. Dezember 1888 abgelehnten Antrag auf Wiedereintritt in den deutschen Landtagsklub, der von der Vereinigten Deutschen Linken als Voraussetzung für die Aufnahme in den Klub angegeben wurde. Hintergrund bildete ein verlorenes Ehrengerichtsverfahren gegen Georg Ritter von Schönerer.

## Mitgliedschaften
Karl Ausserer war bis zum 15. Februar 1887 Mitglied im Deutschen Klub. Ab dem 22. Mai 1887 war er bei der Deutschnationalen Vereinigung und ab dem 24. Oktober 1888 fraktionslos. Seit 1901 war er korrespondierendes Mitglied der Accademia Roveretana degli Agiati. Zudem war er Mitglied der Anthropologischen Gesellschaft in Wien und der Heraldisch-Genealogischen Gesellschaft „Adler“.

## Schriften (Auswahl)
- Der Adel des Nonsberges. Sein Verhältnis zu den Bischöfen und zu den Landesfürsten, seine Schlösser, Burgen und Edelsitze, seine Organisation, Freiheiten und Rechte, die “Nobili rurali”. (Separatabdruck aus dem Jahrbuche der k.k. Heraldischen Gesellschaft “Adler”, 1899), Gerold, Wien 1900.
- Neu entdeckte Wallburgen (Caslir) in Wälschtirol. In: Zeitschrift des Ferdinandeums für Tirol und Vorarlberg. 3. Folge, 47 (1903).
- Die Herrschaft Lodron im Mittelalter, bis zum Untergange der älteren Linie von Castelromano. In: Jahrbuch der heraldischen Gesellschaft ‘Adler’ in Wien. Band 15 (1905).